# Pierre Bérégovoy
Pierre Eugène Bérégovoy (Déville-lès-Rouen, 23 de Dezembro de 1925 — Paris, 1 de Maio de 1993) foi um político francês filiado ao Partido Socialista (PS). Ocupou o cargo de primeiro-ministro da França, entre 2 de Abril de 1992 a 29 de Março de 1993. Seu partido perdeu as eleições legislativas de 1993, após escândalos envolvendo Bérégovoy e seu gabinete.
Pouco mais de um mês depois da derrota do primeiro-ministro para os conservadores, Bérégovoy suicidou-se em Nevers, a 1 de maio de 1993.